# Nothing but Song
Nothing but Song è il singolo di debutto della cantante pop britannica Siobhán Donaghy, pubblicato il 10 marzo 2003 dall'etichetta discografica London.
La canzone è contenuta nell'album di debutto della cantante, Revolution in Me.

## Tracce
Vinile
1. A1. Nothing but Song
2. B1. Instances